# Paradiopatra fragosa
Paradiopatra fragosa är en ringmaskart som först beskrevs av Ehlers 1887.  Paradiopatra fragosa ingår i släktet Paradiopatra och familjen Onuphidae.
Artens utbredningsområde är havet kring Nya Zeeland. Inga underarter finns listade i Catalogue of Life.